# Varga Izabella
Varga Izabella (Óbecse, Vajdaság, Jugoszlávia, 1973. április 4. –) magyar színésznő. Férje Lendvai Zoltán színházrendező.[forrás?]

## Élete
A színészethez már egészen korán közeli élmények fűzték, mivel gyermekszínészként az Újvidéki Televízió gyermek- és ifjúsági műsoraiban volt műsorvezető. Eközben megismerkedett testvére jóvoltából a búvárkodással. Fekete öves karatés, illetve a délszláv háború idején a Jugoszláv Néphadsereg katonai felderítő búváraként osztották be. Harci feladatban azonban nem vett részt.
1991-ben végezte el gimnáziumi tanulmányait, mint természettudományi szakmunkatárs. 1992-ben beiratkozott a Újvidéki Egyetem pszichológia karára, de tanulmányait nem fejezte be. 1993-ban a zalaegerszegi Hevesi Sándor Színház stúdiósa lett. 1995-ben a kecskeméti Katona József Színház színésze lett. 1998 és 2001, majd 2002 és 2021 között játszott a Barátok közt című televíziós sorozatban, ahol dr. Balogh Nórát alakította.[forrás?]

## Filmográfia
- Barátok közt (1998–2001, 2002–2021)
- Szelfi Egyetem (2023)

## Színházi szerepei
- Szeretlek, Színház!
- Csehov: Három nővér (Olga)
- Barta Lajos: Szerelem (Lujza)
- Shakespeare: Szentivánéji álom (Titánia)
- Brian Friel: Pogánytánc (Rose)
- Ibsen: Peer Gynt (Anitra)
- Webber-Rice: Jézus Krisztus szupersztár (Mária Magdolna)
- García Lorca: Cigány Vérnász (Feleség)
- Szabó Magda: Abigél (Horn Mici)

## Díjai
- Story Ötcsillag-díj (2004) – az év színésznője
- Story kedvence díj (2016)